# Repose-baguettes
Un repose-baguettes, aussi appelé porte-baguettes ou encore support à baguettes, est une vaisselle utilisée pour poser des baguettes durant un repas afin d'éviter qu'elles tombent ou qu'elles entrent en contact avec la table.
Ils sont utilisés en Asie de l'Est, souvent placés devant les plats de sorte que les baguettes soient parallèles à la table et pointées vers la gauche, ou placés à droite des plats pour que les baguettes pointent vers l'avant.

## Appellations
Les repose-baguettes sont appelés en japonais hashioki (箸置き), ou moindrement hashimakura (箸枕) et hashiyasume (箸休め). Hashioki signifie « baguettes » (箸) et « placer » (置き). Hashimakura signifie quant à lui « oreiller » (枕) à « baguettes » (箸),.
En mandarin, ils portent le nom kuaizi zuo (筷子座, pinyin : kuàizǐ zuò), qui signifie « siège » (座) à « baguettes » (筷子). Un autre nom en mandarin est kuaizi jia (筷子架), soit « support » (架) à « baguettes » (筷子). Au Vietnam, les repose-baguettes sont appelés gác đũa.
En français, ils sont appelés « repose-baguettes », « porte-baguettes », « support à baguettes » ou « pose-baguettes ». Ils sont parfois désignés par leur appellation japonaise « hashioki ».

## Utilisation et typologie

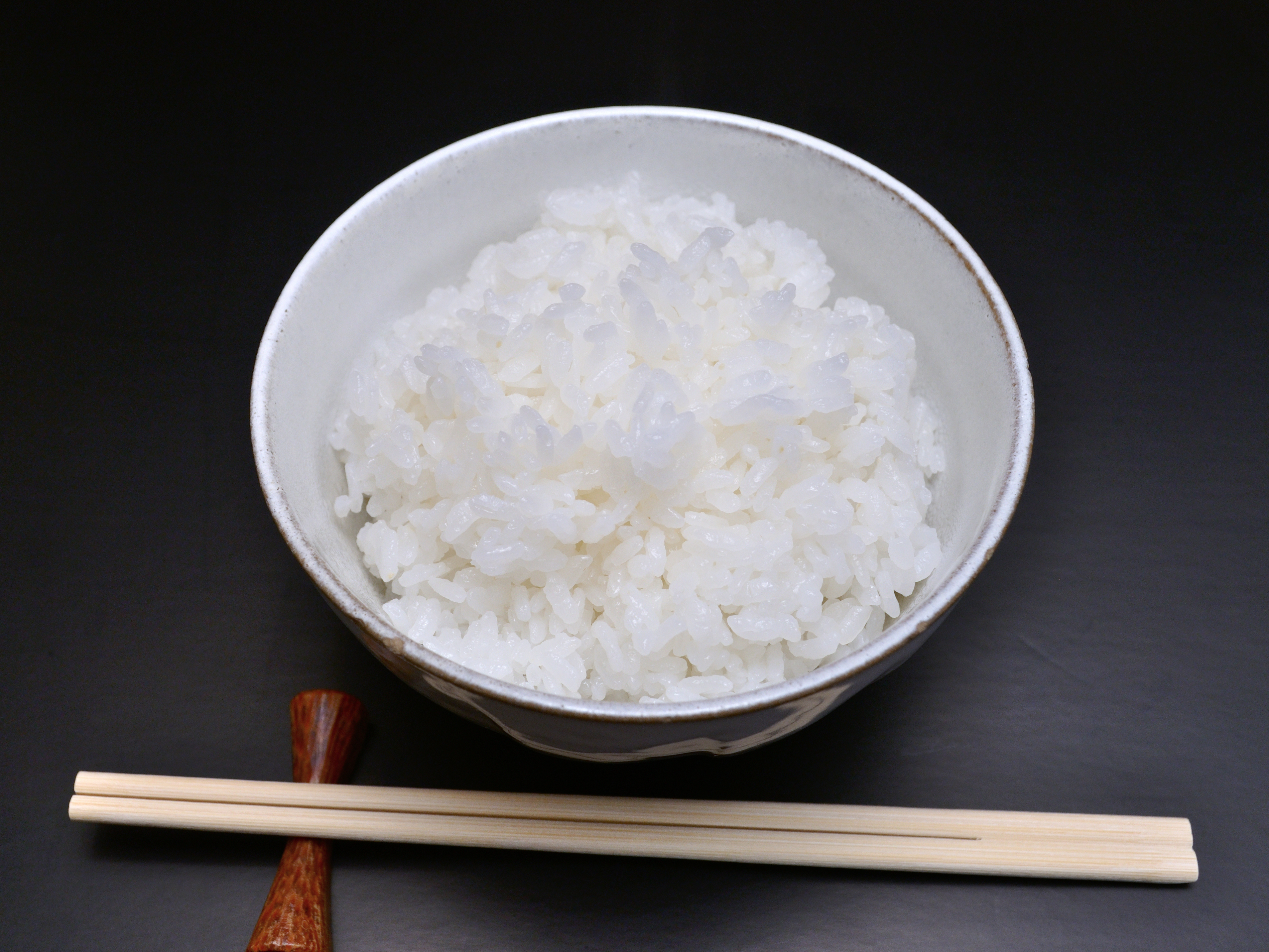
Agencement de repose-baguettes traditionnel.

Le repose-baguettes est une petite vaisselle qui permet de soulever légèrement l'extrémité pointue des baguettes au-dessus de la table et empêche donc que la table ou la nappe soient salies par les baguettes,. Il garde aussi les baguettes propres,. Un repose-baguettes prend souvent la forme d'un mince morceau rectangulaire et peut être fait de bois, de céramique, d'émail, de pierre, de métal ou de tissu,. La majorité sont cependant faits de bois ou de céramique. Une partie concave au centre ou des bords soulevés sont présents dans la plupart des repose-baguettes pour tenir les baguettes en place. Leur longueur est habituellement de moins de 5 centimètres.
Beaucoup de repose-baguettes sont décorés de motifs assortis comme des animaux. Les motifs représentés sur ces repose-baguettes ont souvent un but commémoratif, agissant comme un témoin de la tradition de son pays de fabrication. Ils se vendent souvent par paquet de cinq au Japon, ce chiffre portant chance dans la tradition bouddhiste,.
Leur usage est répandu en Chine, au Japon, en Corée et au Vietnam. L'usage des repose-baguettes s'est depuis exporté en Europe et en Amérique du Nord avec la popularisation des mets est-asiatiques et de l'utilisation des baguettes.
Avant le début d'un repas formel, les baguettes sont placées sur le repose-baguettes. L'extrémité pointue est supportée par le repose-baguettes, tandis que l'extrémité large reste sur la table. Le repose-baguette est placé à gauche de l'utilisateur, en face de son assiette. Les baguettes sont placées parallèles à la table, l'extrémité pointue pointant vers la gauche. Entre quelques bouchées et lorsque l'utilisateur veut prendre la parole ou boire, il doit replacer ses baguettes sur le repose-baguettes. À la fin du repas, les baguettes doivent retourner sur le repose-baguettes. À tout moment où les baguettes ne sont pas en utilisation, elles doivent être placées sur le repose-baguettes,.

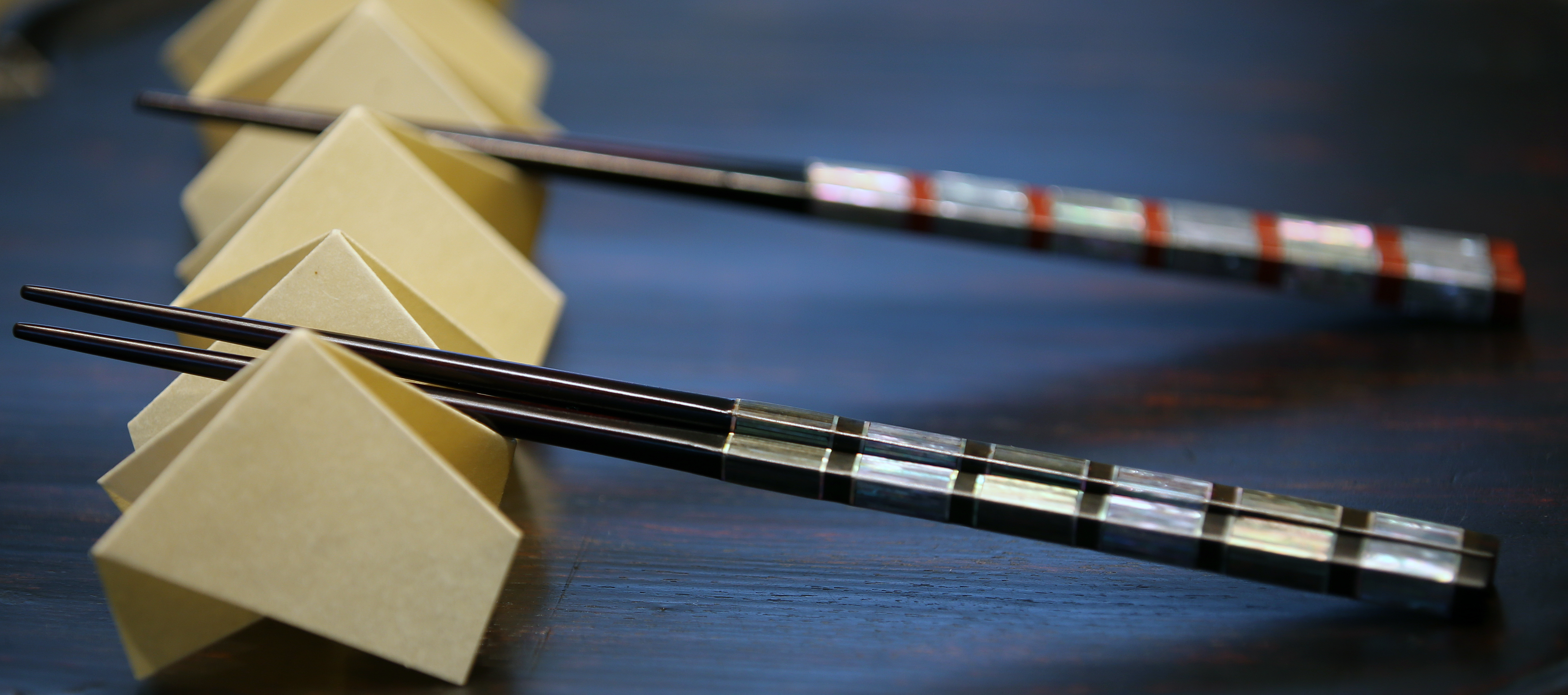
Repose-baguettes en origami.

Dans un repas où seulement des baguettes jetables sont à disposition, comme au restaurant, un repose-baguettes peut être confectionné à partir de l'emballage en papier des baguettes jetables,.

## Histoire

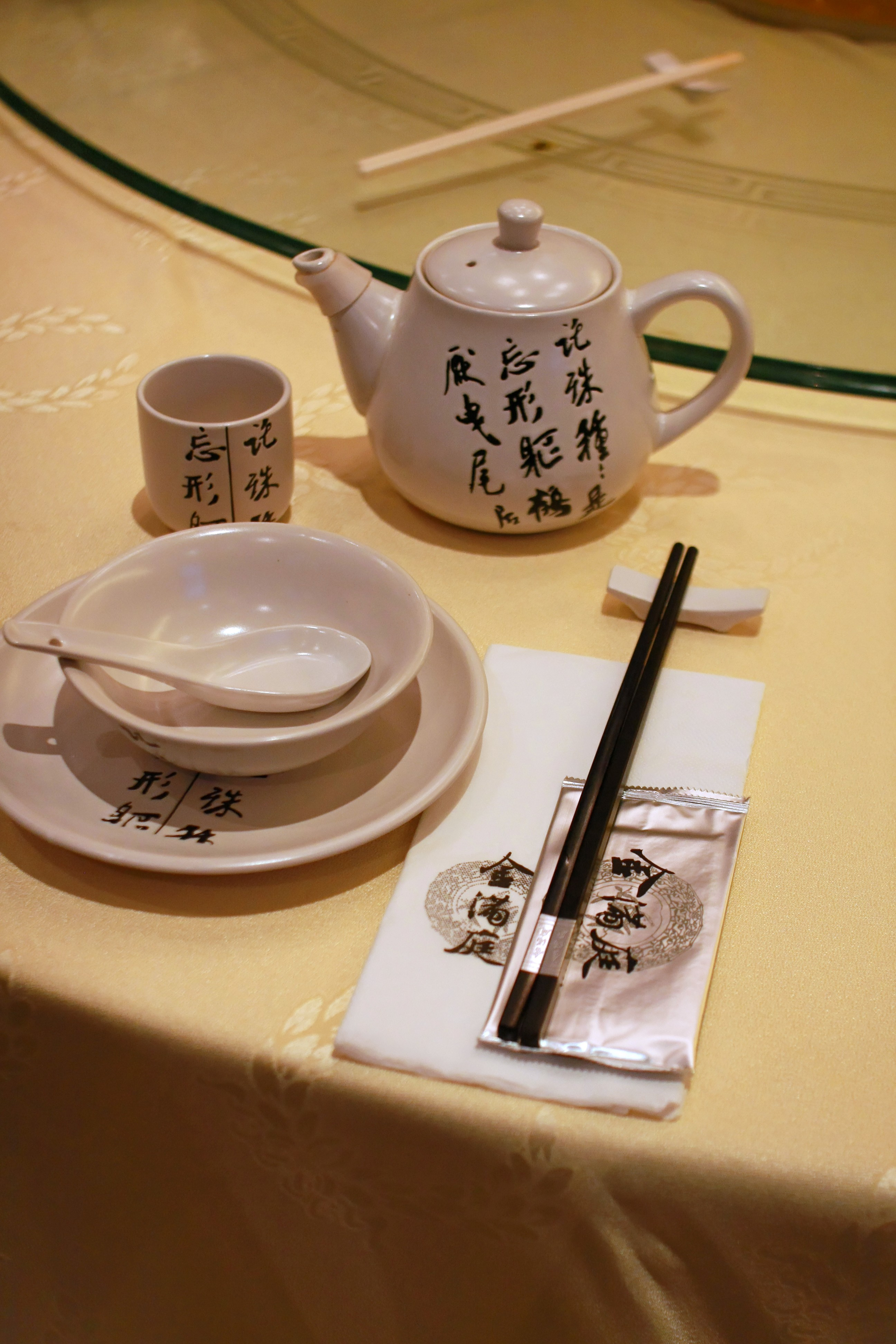
Ustensiles dans un repas en Chine, le repose-baguettes est visible à droite.

L'origine des repose-baguettes est incertaine, mais semblerait provenir de la Chine, tout comme les baguettes, elles, apparues vers le Ve siècle av. J.-C.. Des repose-baguettes ont été mis au jour dans des fouilles de sites archéologiques datant du début de l'époque Heian (794-1185) à Kyoto au Japon,. Au Japon, l'origine des repose-baguettes semble aussi provenir de la tradition shinto, où les baguettes utilisées pour effectuer des offrandes aux dieux étaient placées sur un support pour ne pas les contaminer. Ces supports étaient souvent faits de matériaux naturels comme le bois. Une illustration dans l'ouvrage de 1612 « Shijō-ke Shichigosan Kazarikata » (四条家七五三飾方) semble montrer des repose-baguettes, mais le repose-baguette dans l'illustration semble plutôt balancer les baguettes, ayant été placé au centre de celles-ci,. Ces supports correspondent aux « mimikawarake » (耳かわらけ), des petits plateaux de terre cuite incurvés pour tenir des baguettes utilisés depuis très longtemps au sanctuaire d'Ise notamment. On retrouvait aussi le « batōban » (馬頭盤), un plateau en forme de tête de cheval avec quatre petites pattes, sur lequel on déposait des cuillères et des baguettes lors du don d'offrandes. Le « batōban » est mentionné dans l'Engishiki (延喜式), un ouvrage rédigé en 927, et dans le Chūji Ruiki (厨事類記), rédigé durant l'époque de Kamakura (1185-1333).

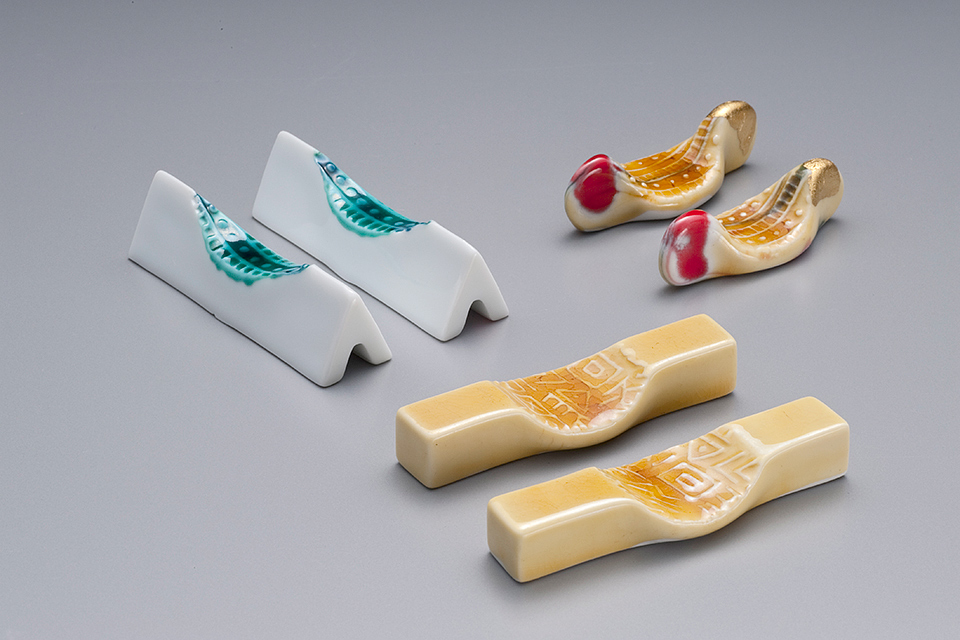
Repose-baguettes Cercle, triangle et carré, œuvre d'art de Masahiro Mori, 1992.

Selon le japonologue britannique Charles J. Dunn (en), les repose-baguettes étaient utilisés au Japon durant l'époque d'Edo (1603-1868) par les familles plus fortunées,. Cela est peut-être dû aux taxes sur les produits d'usage quotidien, forçant certains marchands à se concentrer sur la décoration élaborée de petits objets, tel les repose-baguettes,. L'émergence de l'usage des repose-baguettes au Japon se fait seulement au début du XXe siècle selon Elliott McClure (en),. Cela s'explique par plusieurs raisons, dont l'apparition des grands magasins, qui entraîne l'émergence d'une société de consommation. Les repose-baguettes apparaissent alors sur les rayons, souvent avec des motifs traditionnels pour évoquer la culture japonaise. Au tournant du XXe siècle, les habitudes alimentaires des Japonais changent aussi, ceux-ci commençant à manger ensemble réunis à un même lieu, alors qu'auparavant, les membres d'une même famille mangeaient à des heures différentes. L'utilisation des repose-baguettes permet donc des conversations à table. Une dernière raison est un désir des Japonais de retourner à la tradition, surtout après la réouverture du pays à l'Occident en 1854 et l'introduction de traditions occidentales. L'utilisation de repose-baguettes permettaient aux Japonais de continuer d'utiliser des baguettes et de rapporter de motifs traditionnels sur la table.
L'utilisation du repose-baguette connaît une popularité à l'international depuis la fin de la Seconde Guerre mondiale, avec l'explosion du tourisme. Les repose-baguettes sont devenus des souvenirs faciles à transporter et pas chers. Un autre type de repose-baguette, le « hashimakura », connaît aussi un essor durant cette période. Sa forme permettait de tenir le centre des baguettes et sa composition était dure et rigide,.